# Carissa
Carissa é um género botânico pertencente à família Apocynaceae. Inclui 20 a 30 espécies de pequenos arbustos e árvores nativas das regiões tropicais e subtropicais da África, Austrália e Ásia.
As espécies podem atingir de 3 a 10 metros de altura com ramos espinhosos. As flores nascem durante a maior parte do ano, e têm 1 a 5 cm de diâmetro.
Até recentemente, cerca de 100 espécies eram listadas no gênero Carissa, porém descobriu-se que muitas delas correspondiam a meros sinônimos de espécies já conhecidas, enquanto outras passaram a ser incluídas em outros gêneros, como  Acokanthera.

## Espécies
As seguintes espécies são reconhecidas.
1. Carissa bispinosa  (L.) Desf. ex Brenan  - difundida no leste e no sul da África, do  Kenya à Província do Cabo
2. Carissa boiviniana  (Baill.) Leeuwenb.  - Madagascar
3. Carissa carandas  L.  - Índia, Bangladesh; naturalizada no sul da China, Maurícia, Nepal, Paquistão, Indochina, Java, Filipinas,  Antilhas e Bahamas
4. Carissa haematocarpa (Eckl.) A.DC. - Namíbia, Província do Cabo
5. Carissa macrocarpa  (Eckl.) A.DC.  - Kenya e sul do Congo à Província do Cabo; naturalizada no sul da China, Ilha de Ascensão, Havaí, Flórida, Texas, México, América Central, Antilhas e Bahamas
6. Carissa pichoniana  Leeuwenb.  - Madagascar
7. Carissa spinarum  L.  - África, Península Arábica, Subcontinente Indiano, Indochina, Nova Guiné, Nova Caledônia, Austrália
8. Carissa tetramera  (Sacleux) Stapf  - leste e sul da África, do Kenya a KwaZulu-Natal

Espécies anteriormente incluídas
- Acokanthera oblongifolia (Hochst.) Codd (como C. oblongifolia Hochst.)
- Acokanthera schimperi (A.DC.) Benth. & Hook.f. ex Schweinf. (como C. schimperi A.DC.)